# 棧板

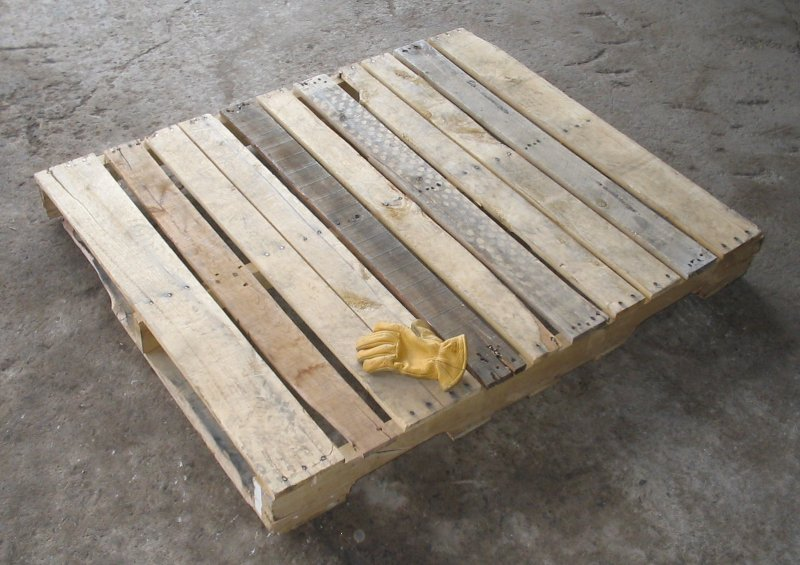
傳統的木質棧板

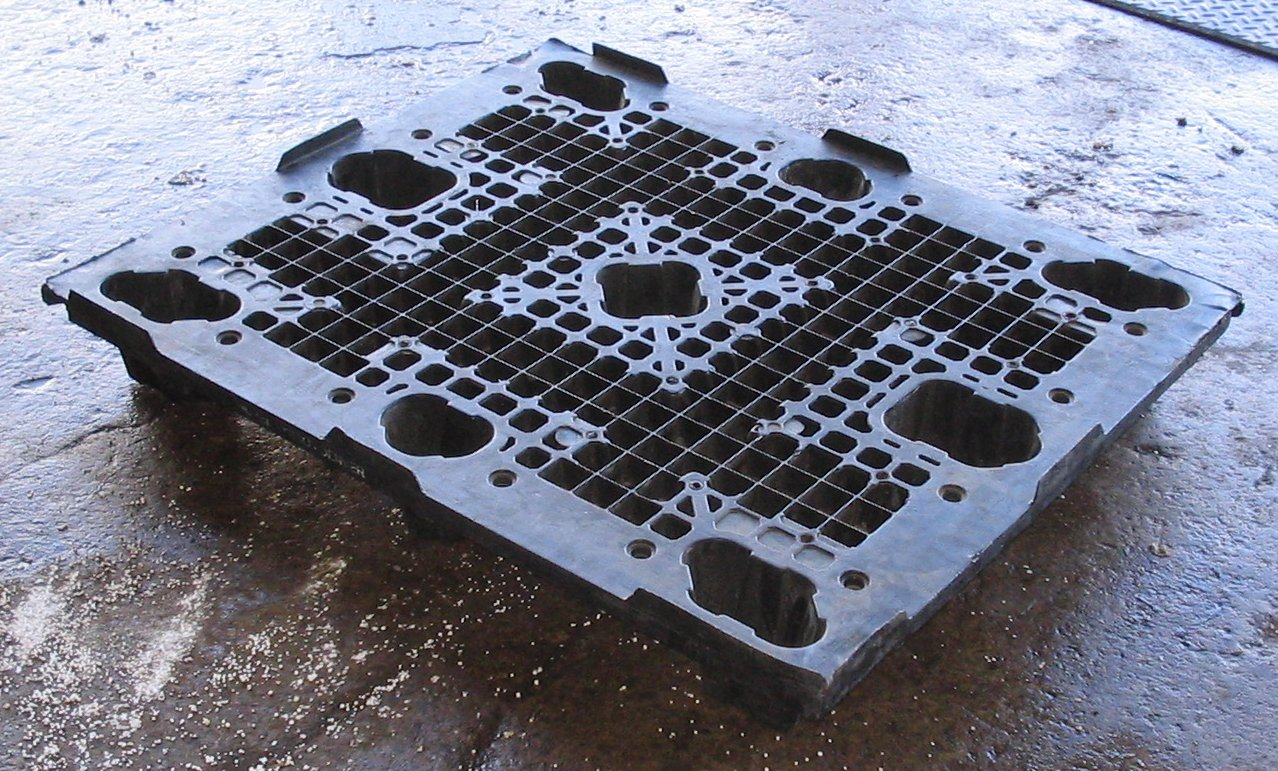
塑膠棧板

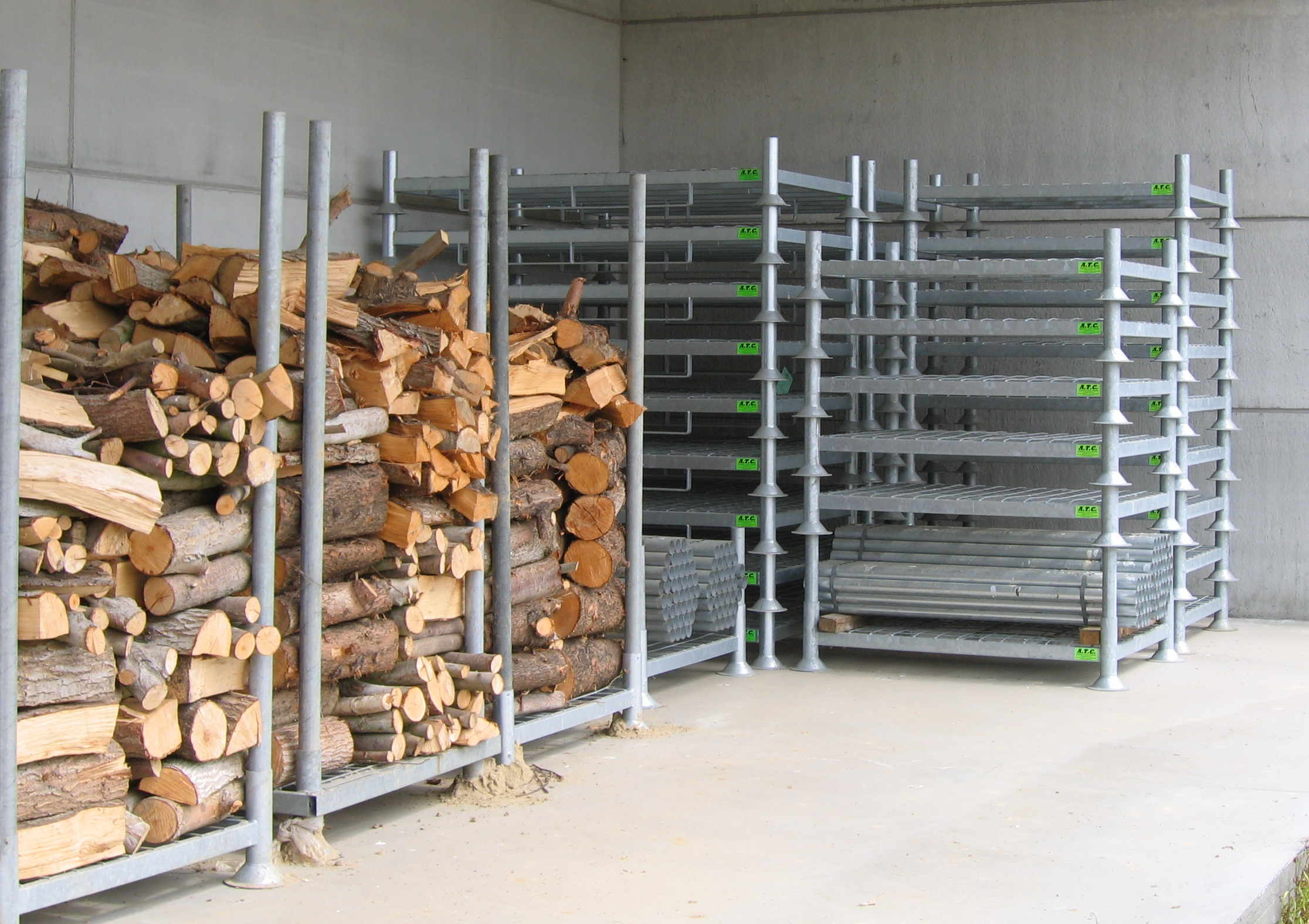
金屬棧板

，是運送貨物的扁平的交通運輸結構，方便鏟車、唧車或其他升降設備工作。
棧板材質有木頭、塑膠、金屬、紙張和再生材料。

## 歷史
使用棧板原自於叉车的發展和第二次世界大戰的物流業務的需求。

## 植物檢疫規範

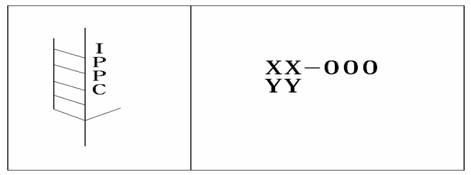

由於國際植物保護公約（簡稱IPPC）規定，大部分跨越國界的木製棧板，必須由無法成為入侵種昆蟲和植物病害的載體的材料所製成。此標準規定於 ISPM 15。
製作原料，未經處理的木質托盤的不符合ISPM 15植物檢疫規範，必須符合標準，並須通過以下任一方式的處理方式：
- 熱處理木材必須加熱以達到56℃（132.8°F）的最低限度的核心溫度為至少30分鐘。通過這種方法處理過的托盤IPPC標識縮寫HT標識。
- 化學熏蒸木材必須用熏蒸甲基溴。通過這種方法處理過的托盤IPPC標識縮寫MB標識。歐盟所有成員國現在已經禁止使用[3]。

非木質材料，如鋼、鋁、塑膠或複合木製品，如膠合板、定向刨花板，或瓦楞紙板製成的托盤並不需要國際植物保護公約的批准，並且被認為是免於 ISPM 15 規定。

## 材質

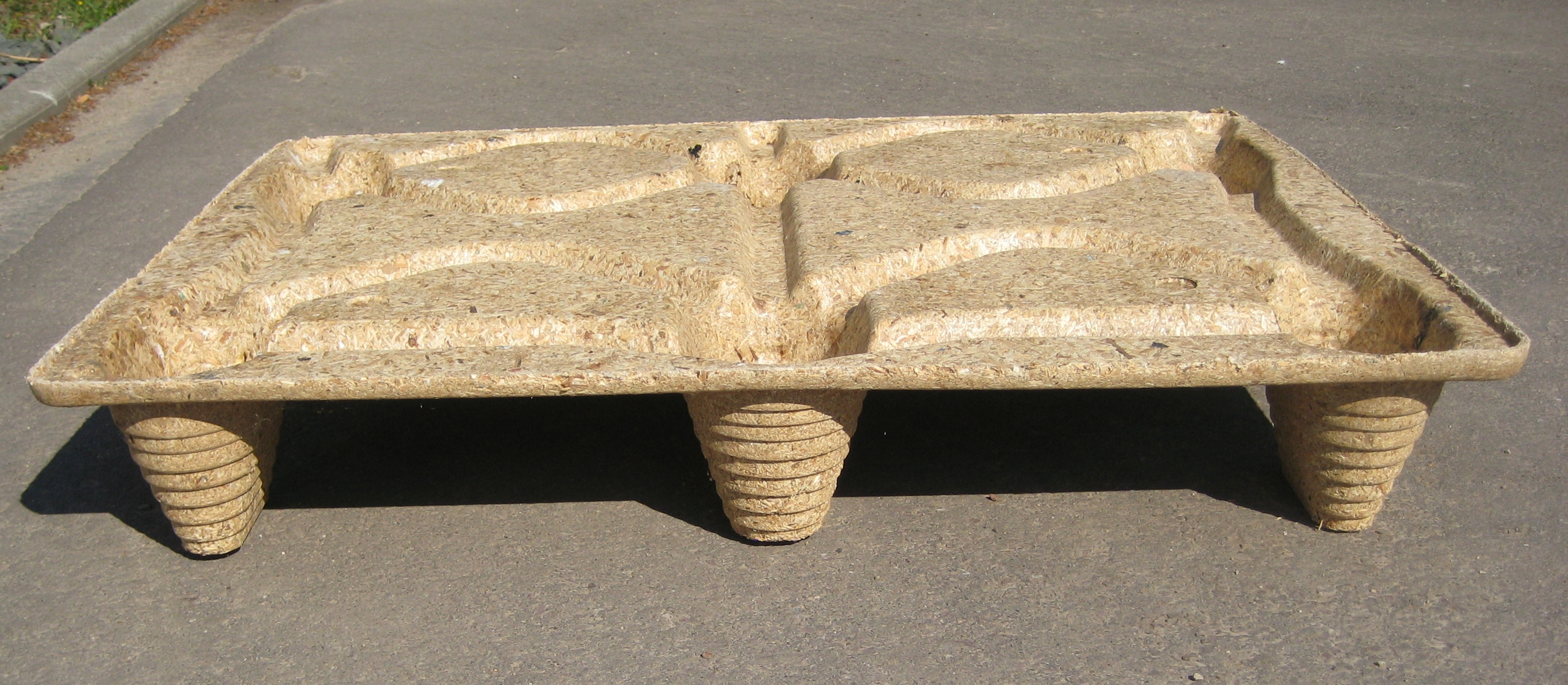
木屑形膠合棧板

一次性棧板或膠合棧板用於從製造商到消費者的一次性運輸，通常不是很耐用。根據客戶的需求，它們由木材、纖維板、塑膠或瓦楞紙板組成。一次性棧板有各種尺寸和設計可供選擇。然而，特別大量的部件的形式為800 mm×600 mm / 1200 mm×800 mm / 1200 mm×1000 mm，並且容器尺寸為1140 mm×1140 mm。另一個標準尺寸是600 mm×400 mm（四分之一規格）。

### 木棧板

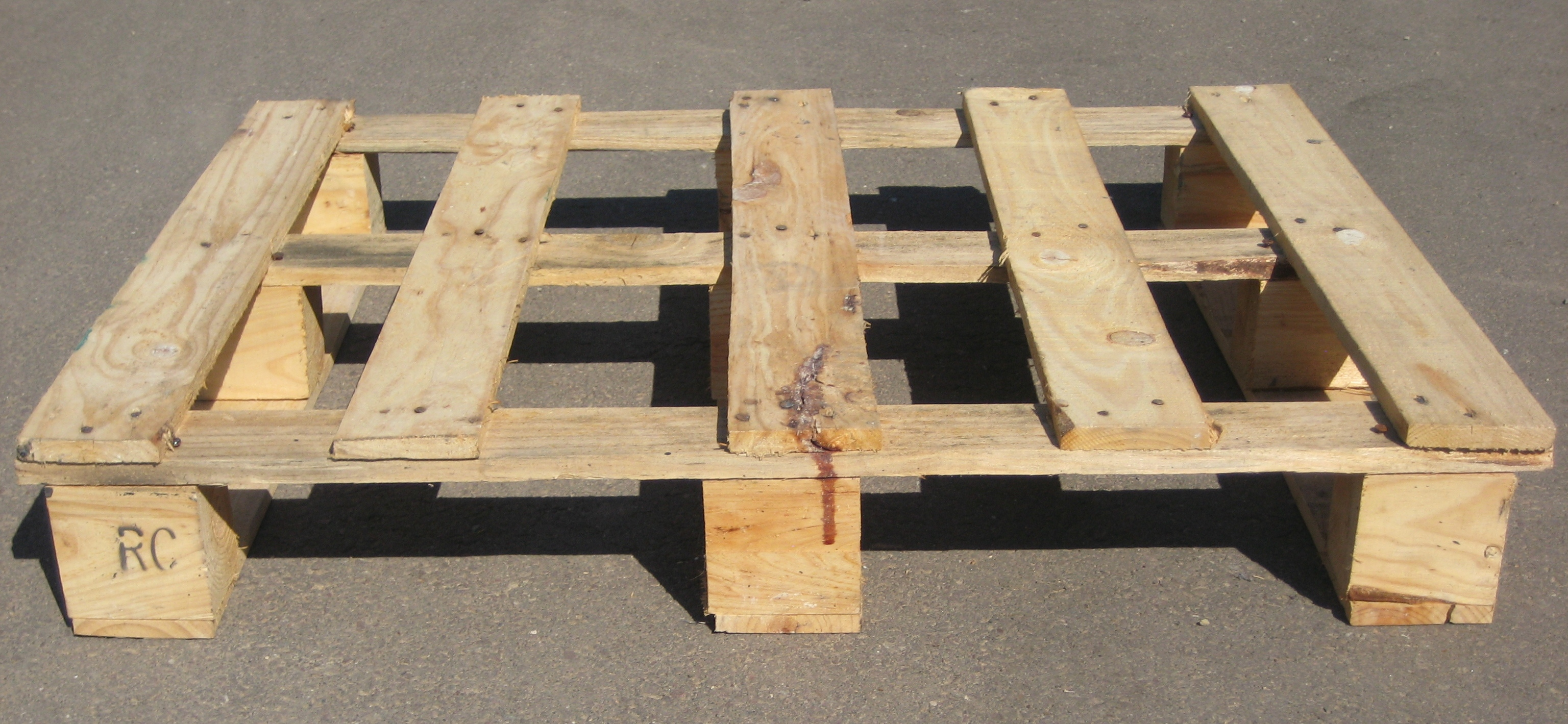
一次性木質托盤

許多國家都有嚴格的規定，以確保負載載體中沒有挾帶任何疾病或其病原體。因此，必須對出口用實木承載器進行特殊處理（ISPM15）並具有特殊IPPC標記。原則上，每種類型的木材都適用於一次性棧板的構造。通常，使用低成本軟木。
比較特別的是 INKA-Palette da, 他的名字來自製造商-德國公司 Inselkammer ableitet – da.它由壓制和粘合的殘留木材製成。壓縮木材是無蟲害的，因此這種變體可以在出口時使用而沒有問題。當空的時候，可以堆疊棧板以節省空間。它們非常堅固，通常會重複使用。

### 塑膠棧板

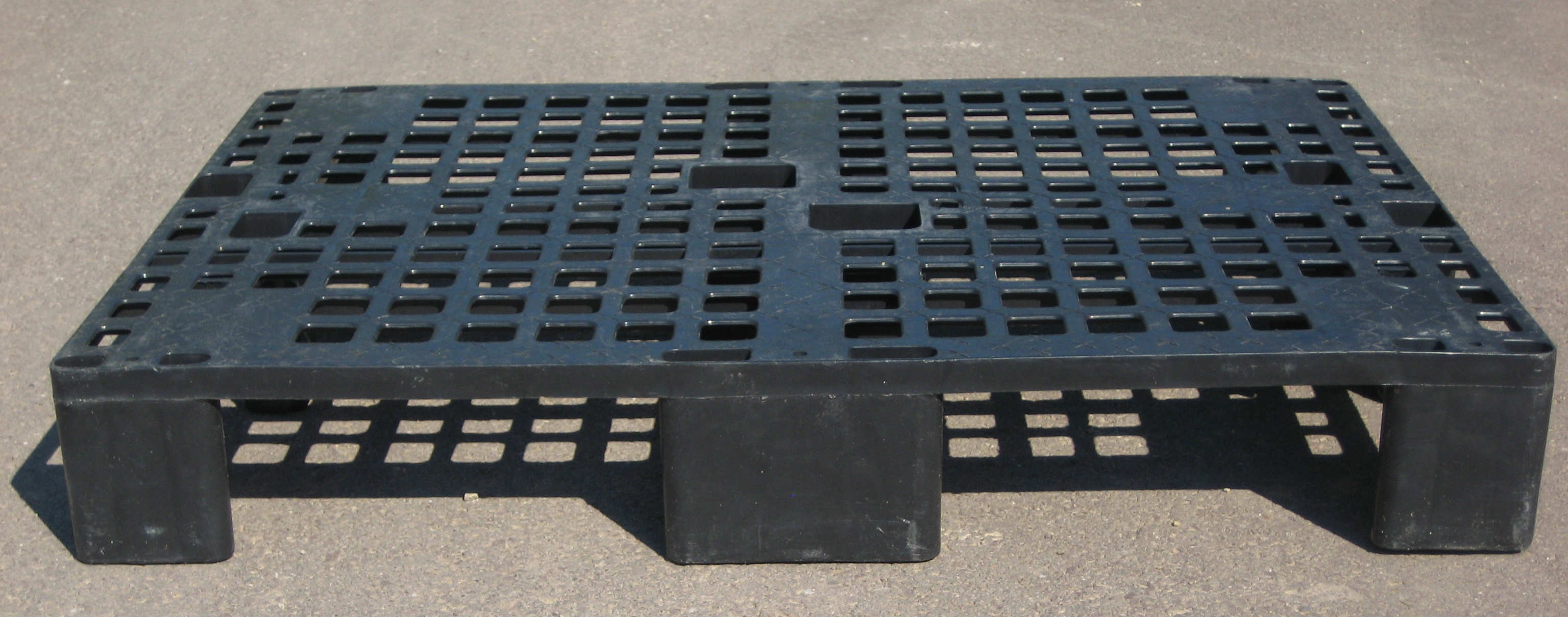

塑膠棧板會以HDPE或回收的PET製作，可承受百次以上的運送。由於它們的性質，它們滿足出口要求。 由於它們易於清潔，無塵和耐候，因此常用於衛生和食品領域以及微電子領域。 塑膠棧板通常也與RFID技術結合使用，因為發送應答器可以很好地容納在托盤的底部。

### 瓦楞紙板棧板
由瓦楞紙板製成的一次性棧板使用的材料，並不需要國際植物保護公約的批准，適合出口。與木材或塑膠相比，它們更便宜。

### 金屬棧板
它是一個由鐵或鋁製成的棧板，在強度和承載能力方面表現出色。金屬棧板本身的重量和成本高，它是一種常不使用的棧板，操作困難。鋁箱棧板經常出現在醫療物流中。另外，空運中也可使用鋁棧板

### 紙托盤
紙托盤或生態托盤是由紙板製成的運輸或展示托盤。紙質運輸托盤採用瓦楞纖維板、部分木板或層壓紙板製成。有的是用紙板複合製成蜂巢狀。已經開發了幾種設計。

## 可重複使用的棧板
設計用於多次使用的托盤比一次性托盤更穩定，並且始終按照明確的標準製造，並且始終可以通過叉車從四個側面伸縮。

### 生命週期評估

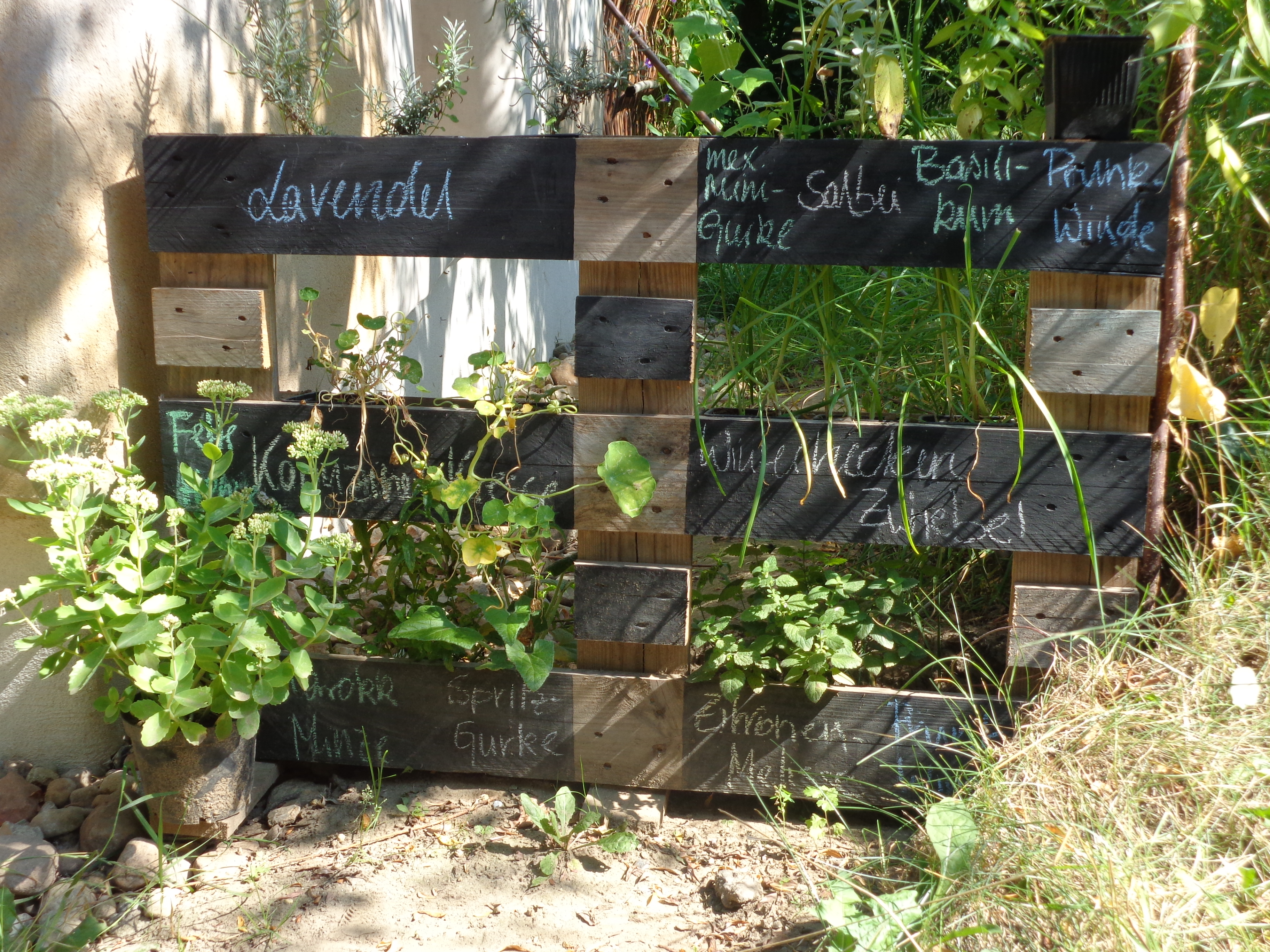
Wangeliner 花園中草本植物的重組運輸棧板

在生態上，可重複使用的棧板是一次性系統的更好替代品。由於每個一次性托盤的尺寸和設計通常都是單獨的棧板，因此不能用於自動化過程。此外，可重複使用的棧板不受廢物立法的限制，因為它們可以直接供給再利用。
對於木棧板的生產和加工，需要比塑膠棧板更少的能量。在整個生命週期中，木棧板的能量平衡要便宜得多。荷蘭應用科學研究所（TNO）對可重複使用的四向平木棧板和類似的HDPE棧板進行了生命週期分析（材料：新增50％，再循環50％）。塑膠棧板的總能耗（包括回收）比木托盤高4.4倍。
來自法國和瑞典的研究證實了木棧板的極其有利的能量和環境平衡。由於木棧板生產時不需要水，因此水的消耗和可能的水污染僅在塑膠棧板的生產中發生。此外，木材可以更容易資源回收。

### 可重複使用的系統
所有可重複使用的棧板通常用於可分為三種類型的系統：

#### 棧板交換
棧板交換起源於20世紀60年代。它的起源在於交通，磨坊主每天為麵包店供應並收回空箱。單獨的交換必須解决，因為沒有具體的法律的規定。在某些情况下，還包括營業稅。最廣泛使用的形式是列車至列車的交換。

#### 轉售棧板
有時送回棧板相當耗時且成本上相當昂貴，因此可以以當前市場價格作為替代方案來抵銷棧板債務。在轉售棧板時，托盤不再被視為運輸工具，而是作為商品和貨物開具發票。

## 標準化和規範化

### ISO 棧板
國際標準化組織（ISO）制定了六種棧板尺寸，ISO標準6780詳述：主要尺寸及公差：
| 外形尺寸，毫米（寬×長） | 尺寸（寬×長） | 國家/地區        |
| ----------------------- | ------------- | ---------------- |
| 1016 × 1219             | 40.00 × 48.00 | 北美             |
| 1000 × 1200             | 39.37 × 47.24 | 歐洲、亞洲       |
| 1165 × 1165             | 45.9 × 45.9   | 澳大利亞         |
| 1067 × 1067             | 42.00 × 42.00 | 北美、歐洲、亞洲 |
| 1100 × 1100             | 43.30 × 43.30 | 亞洲             |
| 800 × 1200              | 31.50 × 47.24 | 歐洲             |

### 北美棧板
在北美使用的托盤。
| 外形尺寸，毫米（寬×長） | 尺寸（寬×長） | 生產等級 | 工業用                                     |
| ----------------------- | ------------- | -------- | ------------------------------------------ |
| 1219 × 1016             | 48 × 40       | 1        | 雜貨                                       |
| 1067 ×1067              | 42 × 42       | 2        | 電訊、油漆                                 |
| 1219 × 1219             | 48 × 48       | 3        | Drums                                      |
| 1016 × 1219             | 40 × 48       | 4        | 軍用 Cement                                |
| 1219 × 1067             | 48 × 42       | 5        | 化學品、飲品                               |
| 1016 × 1016             | 40 × 40       | 6        | 奶製品                                     |
| 1219 × 1143             | 48 × 45       | 7        | 汽車                                       |
| 1118 × 1118             | 44 × 44       | 8        | Drums, 化學品                              |
| 914 × 914               | 36 × 36       | 9        | 飲品                                       |
| 1219 × 914              | 48 × 36       | 10       | 飲品, Shingles, Packaged Paper             |
| 889 × 1156              | 35 × 45.5     | 不詳     | 軍用 1/2 ISO 容器, fits 36" standard doors |
| 1219 × 508              | 48 × 20       | 不詳     | 零售                                       |

### 歐洲棧板

EuroPallet

| EURO 卡板類型 | 尺寸 (寬 × 長)                  | 尺寸 (寬 × 長)        | ISO pallet alternative |
| ------------- | ------------------------------- | --------------------- | ---------------------- |
| EUR, EUR 1    | 800（31英寸）X1,200（47英寸）   | ISO1，與 EUR 尺寸相同 |                        |
| EUR 2         | 1,200（47英寸）X1,000（39英寸） | ISO2                  |                        |
| EUR 3         | 1,000（39英寸）X1,200（47英寸） |                       |                        |
| EUR 6         | 800（31英寸）X600（24英寸）     | ISO0，EUR 尺寸的一半  |                        |
|               | 600（24英寸）X400（16英寸）     | EUR 尺寸的四分一      |                        |
|               | 400（16英寸）X300（12英寸）     | EUR 尺寸的八分一      |                        |

## 另請參閱
- 紙塑
- 包裝
- 起重機
- 堆高機
- 唧車